# Житейское (Сумский городской совет)

Житейское (укр. Житейське) — село,
Песчанский сельский совет,
Сумский городской совет,
Сумская область,
Украина.
Код КОАТУУ — 5910191505. Население по переписи 2001 года составляло 56 человек .

## Географическое положение
Село Житейское находится на левом берегу реки Олешня, которая через 3 км впадает в реку Псёл,
на противоположном берегу — расположено село Песчаное. 
По селу протекает пересыхающий ручей с запрудой.
Село окружено лесным массивом.